# Harriet Sena Siaw-Boateng
Pour les articles homonymes, voir Boateng.
Harriet Sena Siaw-Boateng est une avocate et diplomate ghanéenne, ambassadrice désignée depuis 2019 en Belgique et représentante permanente du Ghana auprès de l'Union européenne. Harriet Boateng est barrister et solliciteur à la Cour suprême du Ghana,,.  

## Éducation
Harriet Boateng a fait ses études au niveau 0 du GCE à Achimota, 1986. En 1988, elle avait son niveau GCE «A» à l'école secondaire OLA. Depuis, elle a poursuivi ses études à l'Université du Ghana, où elle a obtenu le BA (Hons) français et linguistique, à l'Université d'Oxford, au Royaume-Uni, où elle étudie les relations internationales et la pratique diplomatique, et à la BPP Law School (en) où elle étudie la pratique juridique. Elle a finalement obtenu son certificat de pratique du droit à l'École de droit du Ghana en 2016.

## Carrière
Le 1er février 2019, Harriet Boateng a été nommée par le président Nana Akufo-Addo ambassadrice désignée auprès de la Belgique et du représentant permanent du Ghana auprès de l'Union européenne,.  